# PGZ Stocznia Wojenna
PGZ Stocznia Wojenna Sp. z o. o. — судноверф, що працює в секторі нового будівництва та реконструкції військових кораблів і спеціалізованих підрозділів, розташована в порту Гдиня в Оксиве, в безпосередній близькості від Гдинського військово-морського порту. Він був створений у 2017 році та почав свою діяльність у 2018 році після придбання активів Військово-морського суднобудівного заводу, який перебував у ліквідаційному банкрутстві. Продовжуючи традицію Військово-морської верфі та майстерень військово-морського порту, це найстаріша функціонуюча на даний момент верф у Польщі, яка працює з 1922 року.

## Історія
Перша польська верфь на Балтійському морі після відновлення незалежності була створена 10 травня 1922 року в результаті перенесення майстерень морського порту з Модліна до Пуцка. У післявоєнний період портові майстерні знову були включені до складу Військово-морського порту в Гдині-Оксиве, який потім утворився як Головний морський порт. Тому влітку 1945 року вони отримали назву Ремонтна майстерня плавзасобів Головного морського порту. Нарешті, у 1950 році завод було перетворено на Військово-морську верф.
22 грудня 2009 року окружний суд Ґданськ-Полноць у Гданську виніс рішення про визнання банкрутом Stocznia Marynarki Wojennej SA з можливістю укладання угоди з кредиторами. У зв’язку з погіршенням ситуації та відсутністю перспектив укладання угоди з кредиторами 7 квітня 2011 р. Гдансько-Полноцький районний суд м. Гданська виніс ухвалу про зміну порядку проведення процедури банкрутства з провадження з можливістю укладання угоди. з провадженням про ліквідацію майна банкрута.
У травні 2017 року було підписано попередній договір на купівлю активів Військово-морської верфі в Гдині, яка ліквідується. Єдиним учасником тендеру була компанія PGZ Stocznia Wojenna, компанія, заснована в тому ж році Polska Grupa Zbrojeniowa.
У 2018 році завод зафіксував збиток від операцій у розмірі 26,56 млн злотих. У результаті було здійснено ряд заходів з реструктуризації, в т.ч Продається 7 га суднобудівної землі по вул. Śmidowicza 48 за ціною пропозиції 85 мільйонів злотих нетто. У 2019 році збиток становив - 64,6 млн злотих, у 2020 році - 18,6 млн (ефект від продажу сайдингу), тоді як збиток у 2021 році, завдяки вищезгаданому продажу землі, зменшився до 1,5 млн злотих.

## Реалізовані проекти

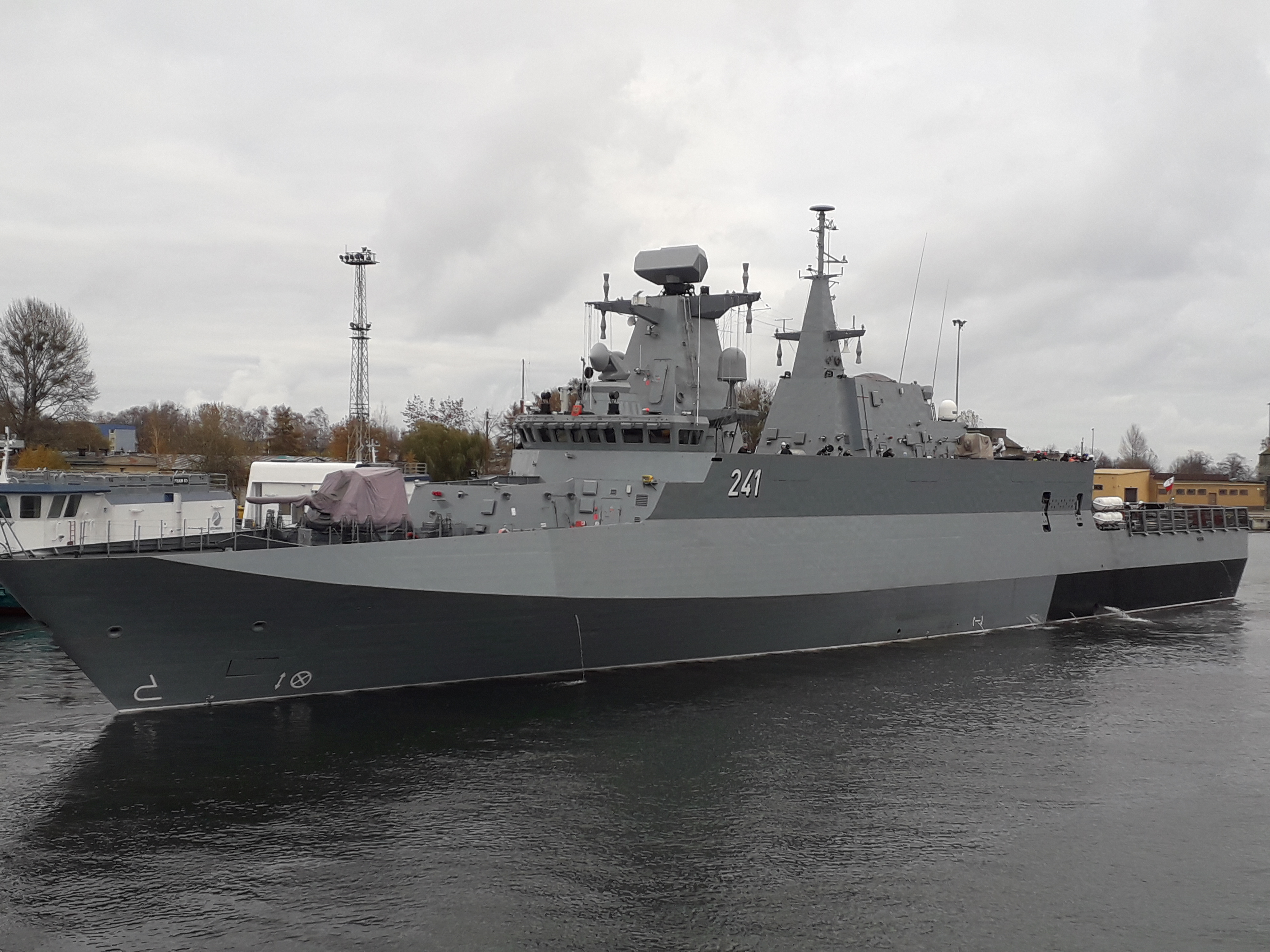
ORP "Ślązak" під час першого спуску з PGZ Stocznia Wojenna на ходові випробування

Основні проекти, які реалізовує судноверф, включають:
- Завершення будівництва та передача ВМС Польщі в листопаді 2018 року патрульного корвета ORP «Ślązak»,
- Реконструкція та модернізація у 2019-2021 роках командного корабля ОРП «Кадм. Ксаверій Черницький»[6].

У 2019 році уклали контракти на глибокий головний доковий ремонт кораблів ВМС Польщі:
- ОВП "Ген. Тадеуш Костюшко"
- НВП "Арктовський"

Крім того, PGZ Stocznia Wojenna взяла на себе продовження проектів реконструкції, які раніше виконувала Військово-морська верф:
- НВП "Пяст"
- НВП "Снярдви"

PGZ Stocznia Wojenna також бере участь у програмі будівництва двох есмінців Kormoran II (OORP «Mewa» та «Albatros»), забезпечуючи ці кораблі комплексними системами навігаційного та тактичного навігаційного мосту.

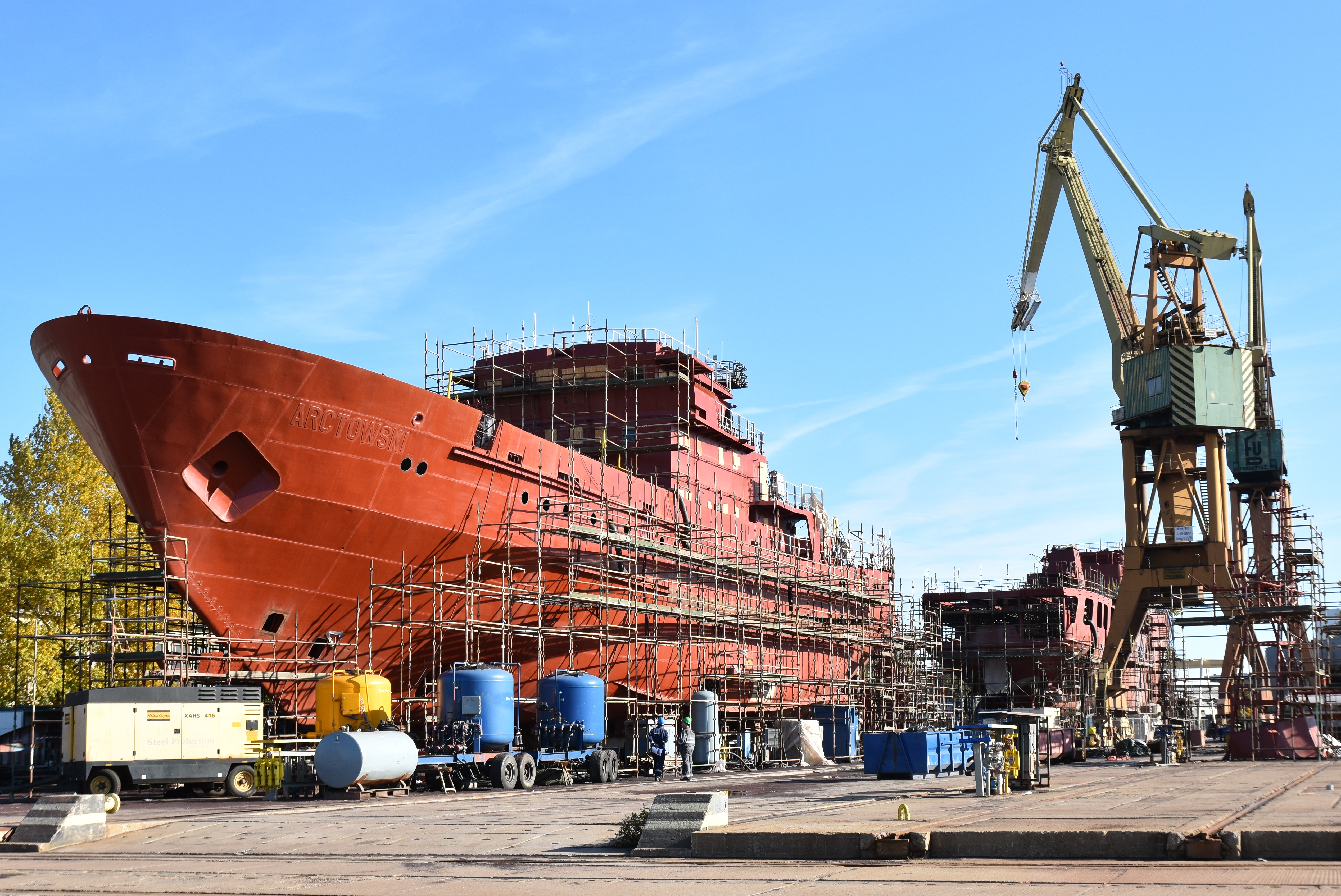
ORP "Arctowski" під час ремонтних робіт у PGZ Stocznia Wojenna

У січні 2021 року судноверф виграла тендер на реконструкцію корабля-музею ORP Błyskawica. Ремонт мають провести до травня 2021 року, тобто до початку виставкового сезону.

## Характеристика
PGZ Stocznia Wojenna пропонує послуги у сфері проектування, реконструкції, переобладнання, модернізації та будівництва військових кораблів та підрозділів для інших військових та державних служб.

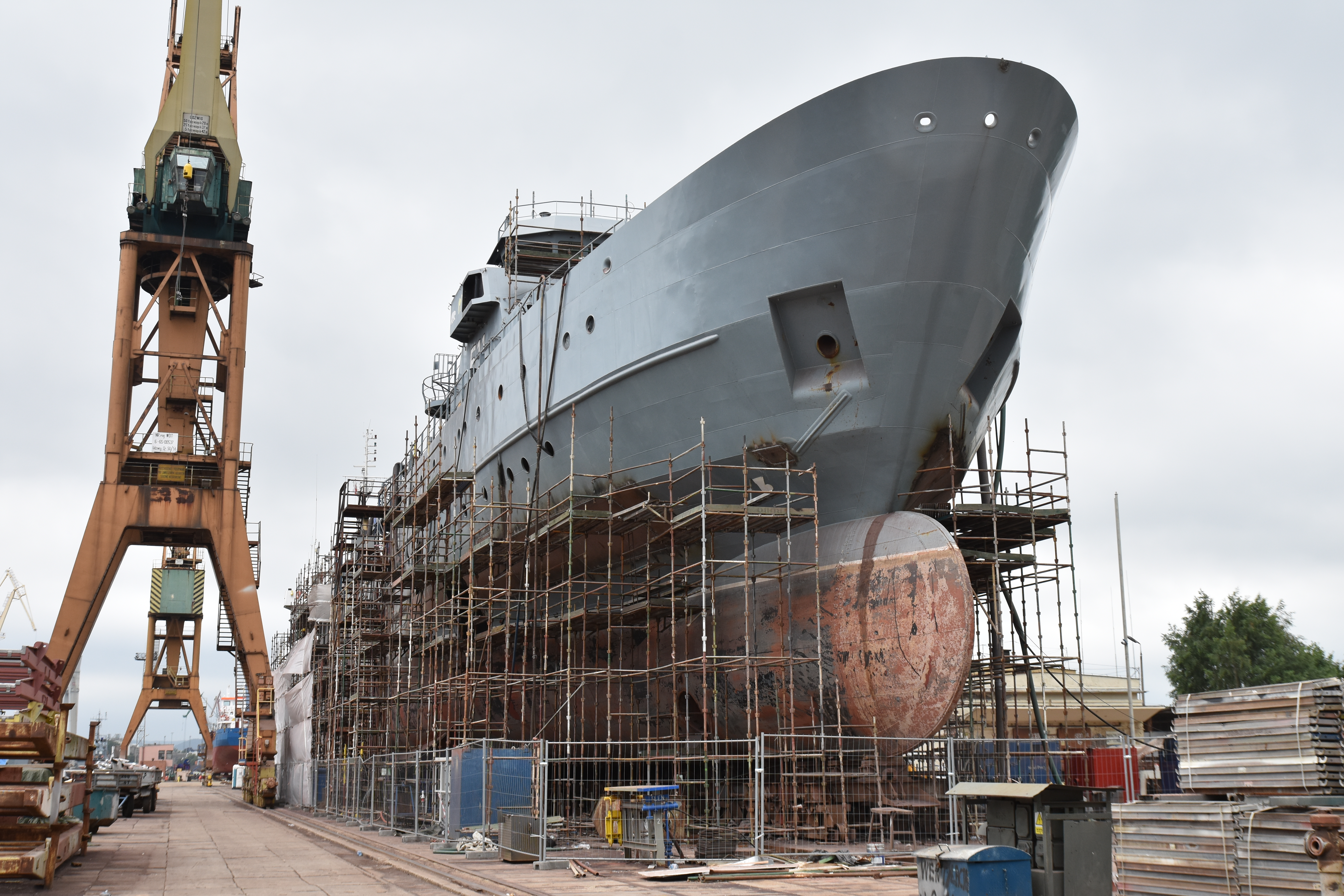
ORP „Kadm. Xawery Czernicki” під час ремонтних робіт у PGZ Stocznia Wojenna

Технічний потенціал PGZ Stocznia Wojenna:
- плавучий док 
  - вантажопідйомність 8000 т
  - загальна довжина 150 м
  - внутрішня ширина 27 м
  - осадка 8 м над кіловими блоками
  - крани 2 х 8 т
  - максимальна довжина піднятого судна 160 м, ширина 25 м, осадка 7,7 м
- механічний підйомник на 14 робочих місць
  - вантажопідйомність 2 500 т
  - загальна довжина 100м
  - внутрішня ширина 22 м
  - осадка 5 м над кіловими блоками
  - максимальна довжина піднятого судна 104 м, ширина 21 м, осадка 4,7 м
  - озброєні набережні загальною довжиною понад 2000 м